# Festival de la Cançó d'Eurovisió 1977
El XXII Festival de la Cançó d'Eurovisió es va celebrar el 7 de maig de 1977 a Londres, amb Angela Rippon com a presentadora. La guanyadora va ser Marie Myriam amb el tema "L'oiseau et l'enfant".
La llibertat d'idioma, que s'havia permès quatre anys abans, va ser suprimida. No obstant això, Alemanya Occidental i Bèlgica van poder cantar en anglès, ja que havien triat les cançons abans que aquesta norma s'instaurés de nou.
El festival es va planejar al principi per al 2 d'abril, però va haver-hi una vaga de càmeres i tècnics de televisió en la BBC, fet que va provocar que el festival fos posposat durant 5 setmanes i, fins i tot, la BBC es retirés temporalment del festival mentre va durar el conflicte, la qual cosa va determinar que la nova seu seria Amsterdam, cosa que finalment no va ocórrer —es va proposar també a Màlaga i Portugal com a seus alternatives— ja que el 31 de març es va anunciar oficialment que el festival es duria a terme a Londres el 7 de maig. Això va provocar l'absència de filmacions entre les cançons per no haver-hi temps per rodar-les a causa de la vaga.
En principi, estava prevista la participació de Tunísia (que hauria participat en quart lloc en la final), però van decidir no acudir a causa de la participació d'Israel.

## Resultats

Països participants.
Països que hi van participar al passat però no el 1977.

Irlanda va començar les votacions i els seus 12 punts van ser per a Hèlsinki, Finlàndia. En la segona votació, Israel, França i Itàlia empataven en el primer lloc, mentre que la tercera ronda de votacions l'encapçalava França. El Regne Unit, a partir de la quarta, va ser primer fins al final de la primera meitat. Ja en la segona meitat, França va superar el Regne Unit, igual que l'any anterior, però amb els rols canviats. França va dominar la segona meitat i la recta final de la votació, que finalment va guanyar matemàticament 3 rondes abans del final.

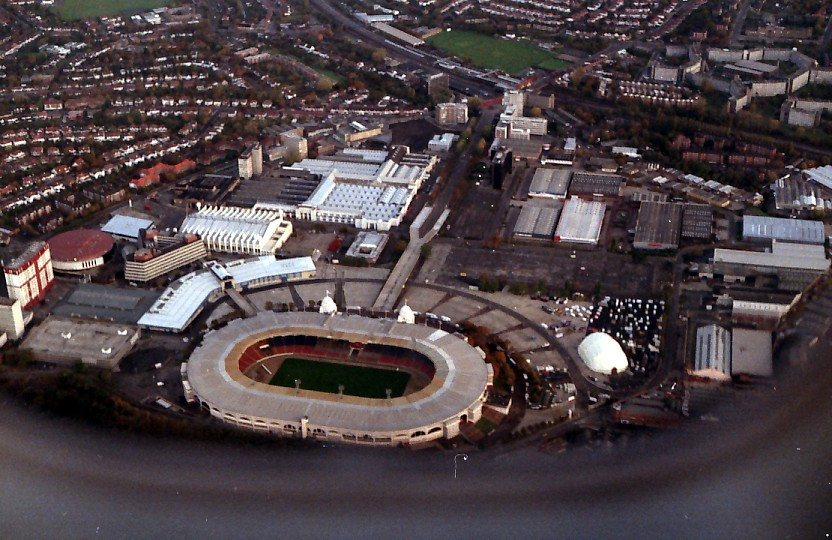
Barri de Wembley, Londres, seu del festival de 1977.

| #  | País i TV               | Intèrpret(s)                       | Cançó                         | Traducció                      | Idioma     | Lloc | Punts |
| -- | ----------------------- | ---------------------------------- | ----------------------------- | ------------------------------ | ---------- | ---- | ----- |
| 1  | Irlanda RTÉ             | The Swarbriggs + 2                 | It's nice to be in love again | És bonic estar enamorat de nou | Anglès     | 3    | 119   |
| 2  | Mònaco TMC              | Michèle Torr                       | Une petite française          | Una petita francesa            | Francès    | 4    | 96    |
| 3  | Països Baixos NOS       | Heddy Lester                       | De mallemolen                 | El carrusel                    | Neerlandès | 12   | 35    |
| 4  | Àustria ORF             | Schmetterlinge                     | Boom Boom Boomerang           | -                              | Alemany    | 17   | 11    |
| 5  | Noruega NRK             | Anita Skorgan                      | Casanova                      | -                              | Noruec     | 15   | 18    |
| 6  | Alemanya Occidental ARD | Silver Convention                  | Telegram                      | Telegrama                      | Anglès     | 8    | 55    |
| 7  | Luxemburg CLT           | Anne-Marie B                       | Frère Jacques                 | Fra Santiago                   | Francès    | 16   | 17    |
| 8  | Portugal RTP            | Os Amigos                          | Portugal no coração           | Portugal al cor                | Portuguès  | 14   | 18    |
| 9  | Regne Unit BBC          | Lynsey de Paul & Mike Moran        | Rock bottom                   | Tocant fons                    | Anglès     | 2    | 121   |
| 10 | Grècia ERT              | Pascalis, Marianna, Robert & Bessy | Mathima solfege               | Lliçó de solfeig               | Grec       | 5    | 92    |
| 11 | Israel IBA              | Ilanit                             | Ahava hi shir lishanaim       | L'amor és una cançó per a dos  | Hebreu     | 11   | 49    |
| 12 | Suïssa SSR SRG          | Pepe Lienhard Band                 | Swiss lady                    | Dama suïssa                    | Alemany    | 6    | 71    |
| 13 | Suècia SR               | Forbes                             | Beatles                       | -                              | Suec       | 18   | 2     |
| 14 | Espanya TVE             | Micky                              | Enséñame a cantar             | Ensenya'm a cantar             | Castellà   | 9    | 52    |
| 15 | Itàlia RAI              | Mia Martini                        | Libera                        | Lliure                         | Italià     | 13   | 32    |
| 16 | Finlàndia YLE           | Monica Aspelund                    | Lapponia                      | Lapònia                        | Finès      | 10   | 50    |
| 17 | Bèlgica BRT             | Dream Express                      | A million in one, two, three  | Un milió en u, dos, tres       | Anglès     | 7    | 69    |
| 18 | França TF1              | Marie Myriam                       | L'oiseau et l'enfant          | L'ocell i el nen               | Francès    | 1    | 136   |

## Taula de vots
|                                     |               | Resultats     |         |         |                     |           |          |            |    |        |        |        |         |        |           |         |        |    |    |
| Irlanda                             | Mònaco        | Països Baixos | Àustria | Noruega | Alemanya Occidental | Luxemburg | Portugal | Regne Unit |    | Israel | Suïssa | Suècia | Espanya | Itàlia | Finlàndia | Bèlgica | França |    |    |
| Participants                        | Irlanda       |               | 8       | 1       | 5                   | 12        | 5        | 8          | 1  | 12     | 10     | 12     | 8       | 12     | 4         | 8       | 0      | 3  | 10 |
| Participants                        | Mònaco        | 5             |         | 0       | 8                   | 1         | 6        | 1          | 6  | 7      | 12     | 2      | 6       | 10     | 8         | 12      | 5      | 2  | 5  |
| Participants                        | Països Baixos | 3             | 3       |         | 0                   | 0         | 0        | 0          | 0  | 1      | 1      | 1      | 7       | 0      | 1         | 0       | 0      | 10 | 8  |
| Participants                        | Àustria       | 0             | 5       | 0       |                     | 2         | 0        | 0          | 0  | 0      | 3      | 0      | 0       | 0      | 0         | 0       | 1      | 0  | 0  |
| Participants                        | Noruega       | 0             | 0       | 0       | 0                   |           | 0        | 3          | 2  | 2      | 0      | 0      | 0       | 1      | 0         | 5       | 0      | 5  | 0  |
| Participants                        | Alemanya      | 1             | 1       | 3       | 2                   | 0         |          | 2          | 8  | 8      | 8      | 5      | 0       | 5      | 5         | 6       | 0      | 0  | 1  |
| Participants                        | Luxemburg     | 2             | 0       | 0       | 0                   | 0         | 0        |            | 0  | 0      | 0      | 0      | 0       | 0      | 7         | 0       | 8      | 0  | 0  |
| Participants                        | Portugal      | 0             | 2       | 2       | 0                   | 0         | 1        | 0          |    | 0      | 0      | 0      | 4       | 0      | 0         | 3       | 0      | 0  | 6  |
| Participants                        | Regne Unit    | 0             | 12      | 7       | 12                  | 7         | 10       | 12         | 12 |        | 0      | 8      | 0       | 8      | 3         | 2       | 4      | 12 | 12 |
| Participants                        | Grècia        | 0             | 10      | 10      | 4                   | 4         | 4        | 6          | 10 | 5      |        | 3      | 1       | 7      | 12        | 1       | 6      | 6  | 3  |
| Participants                        | Israel        | 7             | 7       | 5       | 3                   | 5         | 0        | 0          | 0  | 0      | 0      |        | 10      | 3      | 6         | 0       | 0      | 1  | 2  |
| Participants                        | Suïssa        | 6             | 0       | 0       | 10                  | 10        | 0        | 5          | 4  | 4      | 6      | 4      |         | 0      | 0         | 4       | 10     | 8  | 0  |
| Participants                        | Suècia        | 0             | 0       | 0       | 0                   | 0         | 2        | 0          | 0  | 0      | 0      | 0      | 0       |        | 0         | 0       | 0      | 0  | 0  |
| Participants                        | Espanya       | 0             | 0       | 6       | 1                   | 0         | 7        | 7          | 0  | 3      | 4      | 0      | 3       | 0      |           | 7       | 7      | 7  | 0  |
| Participants                        | Itàlia        | 8             | 6       | 0       | 0                   | 0         | 3        | 0          | 3  | 0      | 0      | 0      | 2       | 0      | 2         |         | 2      | 0  | 7  |
| Participants                        | Finlàndia     | 12            | 0       | 4       | 6                   | 8         | 0        | 0          | 0  | 0      | 2      | 7      | 5       | 2      | 0         | 0       |        | 0  | 4  |
| Participants                        | Bèlgica       | 4             | 0       | 12      | 0                   | 6         | 8        | 4          | 7  | 10     | 5      | 6      | 0       | 4      | 0         | 0       | 3      |    | 0  |
| Participants                        | França        | 10            | 4       | 8       | 7                   | 3         | 12       | 10         | 5  | 6      | 7      | 10     | 12      | 6      | 10        | 10      | 12     | 4  |    |
| LA TAULA ESTÀ ORDENADA PER APARICIÓ |               |               |         |         |                     |           |          |            |    |        |        |        |         |        |           |         |        |    |    |

### Màximes puntuacions
Després de la votació els països que van rebre 12 punts (màxima puntuació que podia atorgar el jurat) van ser:
| Nñum. | A          | De                                                    |
| ----- | ---------- | ----------------------------------------------------- |
| 6     | Regne Unit | Mònaco, Àustria, Luxemburg, Portugal, Bèlgica, França |
| 4     | Irlanda    | Noruega, Regne Unit, Israel, Suècia                   |
| 3     | França     | Alemanya, Suïssa, Finlàndia                           |
| 2     | Mònaco     | Grècia, Itàlia                                        |
| 1     | Grècia     | Espanya                                               |
| 1     | Finlàndia  | Irlanda                                               |
| 1     | Bèlgica    | Països Baixos                                         |

### Jurat espanyol
El jurat espanyol estava presentat per Isabel Tenaille i compost per l'artista faller José Martínez, la secretària María Antonia Martínez, el metge Claudio Mariscal, l'estudiant Celia García, l'actriu María José Cantudo, l'hostessa Rosa Grajal, el director de cinema Ángel del Pozo, la professora de Ciències Naturals María Ángeles Morán, el maitre i director d'hostaleria Adolfo Fernández, la infermera Esperança de la Fuente i el dibuixant d'RTVE i pintor Roberto Fernández "Rofer". Va actuar com a president Javier Caballé.